# Bygdedräkter i Jösse härad
Bygdedräkter i Jösse härad.

## Jösse härad
Sammanställda av spridda plagg från olika socknar i Arvika, samt uppgifter från 1830-talet . Skapad av Jössehäringsarnas Folkdanser under sent 1910-tal .
| Plaggtyp   | Beskrivning                                                       | Ursprung                                   |
| ---------- | ----------------------------------------------------------------- | ------------------------------------------ |
| Kjol       | Svart med besättning av röda band i ylle                          |                                            |
| Liv        | Rött mönstrat skörtlivstycke med häktor. Eller: Randigt livstycke | Rött från Köla socken                      |
| Överdel    |                                                                   |                                            |
| Förkläde   | Tryckt eller vitt                                                 | Brudförkläde, från Köla 1700-tal           |
| Halskläde  | Brokigt sidenkläde eller vitt med broderier . Sölja               | Med broderi: från Brunsko . Sölja från Eda |
| Huvudbonad | Blå bindmössa med stycke , obroderad                              |                                            |
| Ytterplagg | Grön tröja                                                        | Från Eda                                   |
| Fotdon     |                                                                   |                                            |

| Plaggtyp   | Beskrivning                                                        | Ursprung               |
| ---------- | ------------------------------------------------------------------ | ---------------------- |
| Byxor      | Gula knäbyxor med bred lucka och stora knappar Egentligen av skinn | Original från Eda      |
| Väst       | Kort, tvärrandig väst med ståndkrage och enradig knäppning         | Original från Långvak  |
| Överdel    |                                                                    | Modell från Eda        |
| Halskläde  |                                                                    |                        |
| Huvudbonad | Högtid: Hög hatt                                                   |                        |
| Ytterplagg | Högtid: Svart långrock                                             | Original från Rackstad |
| Fotdon     |                                                                    |                        |

## Mangskogs socken
Invigd 1960 . Fattig bygd, exempelvis fanns det gott om folk som gick i rote. Därför är Manskogsdräkten tillbakahållen med till exempel grå kjol. Dock som många andra Värmlandsdräkter med rött livstycke för ett visst mått av festlighet.
Tillhörande är väska av näver samt vita handskar till kyrkan.
| Plaggtyp   | Beskrivning                                      | Ursprung                                 |
| ---------- | ------------------------------------------------ | ---------------------------------------- |
| Kjol       | Grå                                              |                                          |
| Liv        | Röd                                              |                                          |
| Överdel    | Linne                                            |                                          |
| Förkläde   |                                                  | Efter original                           |
| Halskläde  | Vardag: Blå och vitrutigt Högtid: Svart sidenduk | Vardag: Efter original i fattigmanskista |
| Huvudbonad | Näverband Vit linnehatt (gift)                   |                                          |
| Ytterplagg |                                                  |                                          |
| Fotdon     |                                                  |                                          |

## Brunskogs socken
Färdigställda 1954 . Mansdräkt originalplagg. Kvinnodräkt enligt enstaka plagg, gamla tygprover och bouppteckningar. Det har noterats att befolkningen verkar haft råd med fina kläder .
| Plaggtyp   | Beskrivning                    | Ursprung                           |
| ---------- | ------------------------------ | ---------------------------------- |
| Kjol       | I treskaft                     | Enligt bouppteckningar             |
| Liv        | Rött skörtlivstycke med häktor |                                    |
| Överdel    |                                |                                    |
| Förkläde   | Randigt i flera färger         | Lapptäcke från Känselvik           |
| Halskläde  | Med tambursömsbroderi          |                                    |
| Huvudbonad | Trätt mönster på knuten botten | Originalmössa från fru Rut Nilsson |
| Ytterplagg |                                |                                    |
| Fotdon     |                                |                                    |

| Plaggtyp   | Beskrivning                                                            | Ursprung                                     |
| ---------- | ---------------------------------------------------------------------- | -------------------------------------------- |
| Byxor      | Blå knäbyxor med glänsande knappar eller sämskskinnsbyxor              |                                              |
| Väst       | Röd enkelknäppt med svart snoddbroderi , “herrskapsbetonad”            | Efter originalplagg med snörmakeribesättning |
| Överdel    | Svart långrock kan bäras                                               |                                              |
| Halskläde  |                                                                        |                                              |
| Huvudbonad |                                                                        |                                              |
| Ytterplagg | Svart långrock med infällda kilar “pipor”, knäpps med hyskor och hakar |                                              |
| Fotdon     |                                                                        |                                              |

## Eda socken
Rekonstruerade efter spridda plagg från bygden, färdigställd 1959 .
| Plaggtyp   | Beskrivning                                                               | Ursprung      |
| ---------- | ------------------------------------------------------------------------- | ------------- |
| Kjol       | Mörkblå                                                                   |               |
| Liv        | Rött skörtlivstycke med bandrosetter på vänster sida Yllemoaré i original | Norra Emterud |
| Överdel    | Med broderier                                                             | Norra Emterud |
| Förkläde   | Randigt                                                                   |               |
| Halskläde  |                                                                           |               |
| Huvudbonad | Vit hatt/hätta med så kallade edasömmar som är hopdragsömmar              | Norra Emterud |
| Ytterplagg |                                                                           |               |
| Fotdon     | “Präktiga” yllestrumpor                                                   |               |

| Plaggtyp   | Beskrivning                                                                    | Ursprung |
| ---------- | ------------------------------------------------------------------------------ | -------- |
| Byxor      | Gula knäbyxor                                                                  |          |
| Väst       | Röd kort väst med svart ståndkrage och mässingsknappar, påverkad av empirmodet |          |
| Överdel    |                                                                                |          |
| Halskläde  |                                                                                |          |
| Huvudbonad | Röd mössa                                                                      |          |
| Ytterplagg | Bevarade långrockar med olika snitt                                            |          |
| Fotdon     |                                                                                |          |

Förebild finns på museet i Arvika  .